# شاونیتون (ایلینوی)
شاونیتون، ایلینوی (به انگلیسی: Shawneetown, Illinois) یک شهر در ایالات متحده آمریکا با جمعیت ۱٬۴۱۰ نفر است که در ایلی‌نوی واقع شده‌است.

## موقعیت جغرافیایی
موقعیت جغرافیایی شهرها و مناطق اطراف به شرح زیر است: